# 天晴烂漫！
《天晴烂漫！》是由P.A.Works制作的日本原创动画作品。製作訊息于2019年10月公開，并定于2020年4月10日起在東京都會電視台与AT-X播放。播映期間受2019冠狀病毒病日本疫情影響，自4月24日播出第三集後停播，後於7月3日起從第一集重新開播。

## 故事简介
在明治時代的日本，出生在某港口小鎮的空乃天晴是熱衷機械的天才少年，他設計的機器經常惹出麻煩，被他惹怒的當權者派出半月劍道場的代理師父一色小雨監視他，但他無意間弄壞了天晴設計的蒸氣船，兩人意外漂流到美國洛杉磯。兩人得知將有一場橫跨美國的長程拉力賽，天晴隨即表示參賽並揚言奪冠，並開始將蒸氣船改造成賽車，而小雨為了籌措返回日本的旅費，不得不幫助他參賽並一起贏得獎金。兩人還認識了正在尋找殺父仇人的美洲原住民霍托托，三人共同行動。他們結識了在賽車場擔任雜工的華裔女性景夏蓮，啟發她參賽的意志；與BNW的公子阿爾透過打賭而成為朋友。
跨美拉力賽正式開始，選手之間互相角力，在抵達第一站後，霍托托發現其中一位選手吉爾與自己的殺父仇人有關，更得知他試圖炸毀山谷以阻礙其他選手的計畫。這項計畫雖然一度打亂其它選手的路線，但他們仍迎頭趕上，並發現吉爾和他的同夥賽斯其實並非殺手，只是冒充吉爾名號、藉此作威作福的無賴。賽事持續進行，天晴等人、阿爾和景夏蓮遇到選手理察和其它遭到殺害的選手，理察表示自己受到吉爾攻擊，眾人在稍加調查後，遭到吉爾的手下包圍並俘虜，只有小雨逃過一劫。後來小雨走出母親被殺害的陰影，成功打倒吉爾的手下並救出朋友，繼續往下一站前進。
由於有選手遭到殺害，賽事路線發生變動，理察則表示自己因為危險而退賽。在路線變更的準備期間，選手們短暫地休息並放鬆心情後，啟程前往下一站，火車也同時出發。在火車上，理察揭露了他的真實身分──吉爾，他和手下挾持火車，將與阿爾形同姊弟的蘇菲亞及其它乘客挾為人質，要求賽事主辦方支付151萬美金。吉爾還把其它選手的賽車打壞，迫使賽事中斷。天晴等人試圖反抗他，但都不是對手，在小雨為了救天晴而中槍後，吉爾率眾揚長而去。小雨被送往醫院後，性命一度垂危，讓天晴無比失落，甚至決定放棄比賽，但小雨清醒後激勵天晴，讓他說服其它選手一起救出蘇菲亞，並繼續完成比賽。在修好每個人的賽車後，眾人整裝殺入被吉爾作為根據地的鬼鎮，將吉爾及其手下擊倒，天晴更駕車擋下失速衝向車站的火車，阻止災難發生。
一個月後，賽事重新開始。天晴在最後關頭啟動推進器讓車子騰空飛起，並在千鈞一髮之際搶先衝過終點，獲得優勝。車手們分道揚鑣，天晴打算留在美國製造飛機並研究登陸月球，原先想回日本的小雨也改變心意，和天晴一起留在美國完成夢想。

## 登场人物
空乃天晴（聲優：花江夏樹）
出身日本港口小鎮的19歲少年，他對機械非常狂熱且具有天份，靠著自學製作出許多裝置，讀過《從地球到月球》並深受影響。本身缺乏社交能力，亦對他人漠不關心，然而在籌劃車賽的過程中慢慢會以自己的方式開始關心夥伴，另外相較於剛到美國就不知所措的小雨，天晴反而對美國社會的一切感到新奇。
一色小雨（聲優：山下誠一郎 / 田村睦心（幼年））
半月一刀流的繼承人，道場的代理師父。個性嚴肅老實，與天晴呈現強烈的對比，因為天晴得罪他的頂頭上司而被迫監視他，後來陰錯陽差來到美國時感到徬徨，迫切想回到日本，為了籌措旅費只能無奈跟天晴一同籌劃車賽。
劍術本身很高超卻因小時候目賭母親被殺，導致心理障礙而無法發揮出真正實力。跨越心理障礙後的他能預讀彈道進行迴避、以武士刀切開子彈，實力表現上僅次於「Thousand Three」的三人，結尾原先打算返回日本，但最終因捨不得天晴和在當地結交的新朋友而決定留在美國。
霍托托（聲優：悠木碧）
美洲原住民，具有野外求生的能力，為了替父親報仇而獨自旅行，沿途尋找著背後有蛇紋刺青「吉爾之蛇」的仇人，後來結識天晴等人後留在車隊擔任嚮導，希望藉車賽來找殺父仇人。
討厭別人把他當小孩子，因而和小雨不對盤，但在相處以及了解小雨過往的經歷後，個性變得坦率許多同時也不在執著於報仇上。主要使用斧頭戰鬥，但射箭時的表現更好。
景夏蓮（聲優：雨宮天）
華裔女性，家中經營洗衣店。她在賽車場打雜，且具有優異的駕駛技術，但當時社會普遍抱持男尊女卑的觀念，讓她只能在夜裡偷偷開車。在遇到天晴後，她重燃夢想並且也參加了橫跨美國的賽車比賽，是賽事中唯一一位女性車手。從小父親便嚴格鍛鍊武術，讓她有著極為靈敏的身手與精湛的東方武術，參加比賽前也是擊敗了父親才獲得許可。
阿爾·李昂（聲優：齊藤壮馬）
歐洲大型企業「BNW」的貴公子。上有兩位兄長，他希望透過贏得賽事，向父親和哥哥證明自己的能力，在正式車賽前曾為了倉庫的使用權，和天晴有過一場非正規的比賽，最後輸給他後認同其實力。
與天晴算是不打不相識的良性競爭對手，同時亦認可景夏蓮做為車手的潛力。也擅長以西洋劍，但酒量極差，一杯龍舌蘭酒就能倒地不起。
蘇菲亞·泰勒（聲優：折笠富美子）
她的母親是阿爾的褓姆。她自稱阿爾的監督，與阿爾形同姊弟，會在阿爾賽車到達下一個賽場前坐火車抵達目的地，由於參賽大多都是男性選手，和唯一的女車手景夏蓮之間關係十分融恰。在接替阿爾與TJ的拼酒後意外地發現自己很能喝，TJ醉倒時她還能繼續喝，並且把醉倒的阿爾扶出酒吧，這次也是她第一次喝龍舌蘭酒。
狄倫·G·奧爾汀（聲優：櫻井孝宏）
傳說中的無賴「Thousand Three」之一的「英雄狄倫」。名牌汽車「GM」雇來的賽車手，被視為賽事奪冠熱門人選，他也是位神槍手。
TJ（聲優：杉田智和）
傳說中的無賴「Thousand Three」之一的「瘋狂TJ」。梳著髒辮、行事風格高調的車手，個性也相當我行我素，十分欣賞個性一樣奇特的天晴，自認酒量不錯卻曾喝輸給蘇菲亞·泰勒。
與狄倫·G·奧爾汀關係勢同水火，過往曾跟狄倫一同喜歡上一名女性，但選擇退讓成全，雖與狄倫不合，但面對共同仇人吉爾·T·席格時會互相配合對方一同攻擊。
惡漢賽斯（聲優：稻田徹）
吉爾的心腹，代替沉默寡言的吉爾做決策，性格粗暴。
實際上是冒充身份參賽。真實身份是美國中西部的無賴，「惡漢兄弟」的一員，崔斯坦的哥哥。擁有不殺婦孺和不搶窮人財物的原則。
吉爾·T·席格/惡漢崔斯坦（聲優：小野大輔）
傳說中的無賴「Thousand Three」之一的「虐殺的吉爾」，擁有無數紋有「吉爾之蛇」的部下，沉默寡言卻殘暴不仁。時刻戴著一個鐵面具。
實際上是冒充身份參賽。真實身份是美國中西部的無賴，「惡漢兄弟」的一員，賽斯的弟弟。性格溫和，有著驚人的怪力，能輕易把人拋飛、推人撞入磚牆。
初期曾被被霍托托誤認是仇人而引發騷動，誤會解開後和天晴之間的關係緩和很多。
理查德·萊思曼/吉爾·T·席格（聲優：津田健次郎）
天晴等人在比賽途中遇到的車手之一，自稱獎金獵人。表面上和其他車手一樣被吉爾的部下襲擊，然而其真身正是「Thousand Three」之一的「虐殺的吉爾」，性格口蜜腹劍且行事作風心狠手辣，對質疑自己的任何人皆會趕盡殺絕。受反對比賽的鐵道公司老闆委託破壞比賽，但後來不滿僱主命令的態度而將其丟出列車外摔死，繼續實行原定計畫：以充滿爆裂物的列車衝撞芝加哥車站，引發大爆炸藉此宣告新時代不會來臨，美洲大陸仍會壟罩在其恐怖暴力之下。最終在天晴一行人的努力下粉碎其野心，吉爾最終也被制伏並移送法辦。
其「吉爾之蛇」的紋身位於右眼。
賽斯·里奇·卡特（聲優：興津和幸）
名牌汽車「GM」的代表也是車賽的主辦人，過往曾為汽車的技工，但卻因想在汽車上添加新設備的構想不被上司接受而黯然離職，故事初期除了狄倫外看不起來自日本的天晴等人，但在「虐殺的吉爾」襲擊車賽看到天晴等人對抗的熱情後，對天晴等人開始改觀。

## 電視動畫

### 製作人員
- 原作：APPERRACING
- 監督、系列構成、原作設定：橋本昌和
- 原作角色設定：アントンシク（日语：アントンシク）
- 人物設計、總作畫監督：大東百合惠
- 機械設計：竹内志保（日语：竹内志保）
- 美術監督：杉浦美穗
- 攝影監督：並木智
- 色彩設計：中野尚美
- 3D監督：市川元成
- 編輯：高橋步
- 音響監督：飯田樹
- 負責音響製作：久住善典、西村隆正
- 音響製作：BitGroove Inc.（日语：ビットグルーヴ）
- 音樂：Evan Call
- 音樂製作：Lantis
- 動畫製作人：辻充仁
- 動畫製作：P.A.WORKS
- 製作：天晴製作委員會

### 主題曲
片頭曲
「I got it!」
作詞：笹鎌里須子，作曲、編曲：神田ジョン，主唱：Mia REGINA
第13話作片尾曲使用。
片尾曲
「I'm Nobody」
作曲、編曲：井上日德，作詞、主唱：森久保祥太郎
第13話未使用。

### 各话列表
| 話數 | 原文標題               | 中文標題               | 編劇              | 分鏡                | 演出              | 作畫監督 |
| ---- | ---------------------- | ---------------------- | ----------------- | ------------------- | ----------------- | --- |
| 1    |                        | 晴，有時有小雨         | 橋本昌和          | 橋本昌和            | 太田知章          | 瀨尾康博 |
| 2    | in the Dark            | in the Dark            | 橋本昌和          | 許琮                | 藤井康雄          | 宮崎司、三浦菜奈 |
| 3    | DUEL                   | DUEL                   | 橋本昌和          | 本間修              | 本間修            | 水野紗世、合田真さ美 |
| 4    | Let It Go              | Let It Go              | 橋本昌和          | 岡村天齋            | 熨斗谷充孝        | 石井かおり、岩崎亮、池津壽惠、鍋田香代子                                                                                          |
| 5    | The Eve. and…          | The Eve. and…          | 橋本昌和          | 篠原俊哉            | 藤井康雄          | 宮崎司、三浦菜奈、秋山有希、井上裕亮                                                                                              |
| 6    | I am Gil!              | I am Gil!              | 森江美咲 橋本昌和 | 增井壯一            | 太田知章          | 水野紗世、酒井美佳 |
| 7    | FAKE                   | FAKE                   | 森江美咲 橋本昌和 | 本間修              | 本間修            | 合田真さ美、野田友美、大東百合惠 Park Ae-lee、Lee Bu-hee、Jang Gil-yong                                                           |
| 8    | HEAVY RAIN             | HEAVY RAIN             | 橋本昌和          | 許琮                | 大石康之          | 秋山有希、井上裕亮、三浦菜奈 石井かおり、佐藤祐子                                                                                 |
| 9    | short break            | short break            | 森江美咲 橋本昌和 | 畑博之              | 畑博之            | 秋山有希、鍋田香代子、酒井美佳、野田友美                                                                                          |
| 10   | The Bridge to Hell     | The Bridge to Hell     | 森江美咲 橋本昌和 | 岡村天齋            | 太田知章          | 宮崎司、鍋田香代子、大東百合惠 |
| 11   | Rain in the Dark Night | Rain in the Dark Night | 橋本昌和          | 許琮                | 藤井康雄          | 宮崎司、水野紗世、三浦菜奈、石井かおり                                                                                            |
| 12   | WE WILL STOP You!!     | WE WILL STOP You!!     | 橋本昌和          | 岡村天齋 菅沼芙實彥 | 本間修            | 水野紗世、合田真さ美、松川哲也、酒井美佳 新里りお、稻熊一晃、若林廣大、大東百合惠                                                 |
| 13   | OVER THE MOON          | OVER THE MOON          | 橋本昌和          | 橋本昌和            | 橋本昌和 藤井康雄 | 宮崎司、水野紗世、鍋田香代子、三浦菜奈 酒井美佳、瀨尾康博、野上なつ、稻熊一晃 Hwang Il-jin、Woo Jin-woo、Kwon Hee-jae、大東百合惠 |

### 藍光與DVD
| 卷數 | 發售日期       | 收錄話數      | 規格編號  | 規格編號   |
| 卷數 | 發售日期       | 收錄話數      | 藍光版    | DVD版      |
| ---- | -------------- | ------------- | --------- | ---------- |
| 1    | 2020年9月25日  | 第1話－第4話  | KAXA-7931 | KABA-10871 |
| 2    | 2020年10月28日 | 第5話－第8話  | KAXA-7932 | KABA-10872 |
| 3    | 2020年11月25日 | 第9話－第13話 | KAXA-7933 | KABA-10873 |

## 評價
動畫新聞網編輯Caitlin Moore和Nicholas Dupree都將該作品評為2020年夏季的最佳動畫，評價認為該作品在情節安排、角色設計和動作表現上都很傑出。